# Lord-lieutenant du Yorkshire de l'Ouest

La fonction de lord-lieutenant du Yorkshire de l'Ouest a été créée le 1er avril 1974. Ceci est une liste de personnes qui ont servi à ce titre.
- Kenneth Hargreaves 1er avril 1974-1978 (anciennement lord-lieutenant du West Riding depuis 1970)[1]
- William Bulmer 1978-1985
- John Taylor, baron Ingrow 1985-1992
- John Lyles 25 septembre 1992-2004[2]
- Ingrid Roscoe 2004-présent.